# Александър Головин
Вижте пояснителната страница за други личности с името Александър Головин.
Алекса̀ндър Я̀ковлевич Головѝн (на руски: Александр Яковлевич Головин) е руски художник и сценограф.
Роден е на 1 март (17 февруари стар стил) 1863 година в Москва. През 1889 година завършва Московското училище за живопис, скулптура и архитектура, участва в Абрамцевския кръг. През 1901 година се премества в Санкт Петербург, участва в кръга „Мир искуства“ и се налага като един от водещите руски сценографи. След идването на власт на болшевиките изпада в относителна изолация, но периодично работи върху сценографията в някои водещи театри.
Александър Головин умира на 17 апри 1930 година в Детское село.